# Orosay
Orosay (gael. Orasaigh) – wyspa w rejonie Tràigh Mhòr na północno-wschodnim wybrzeżu wyspy Barra na Hebrydach Zewnętrznych. Przy odpływie liczy 30 hektarów, a jej najwyższy punkt wynosi 38 metrów.